# Маслов, Степан Алексеевич
Степан Алексеевич Маслов (1793—1879) — действительный статский советник, российский деятель сельского хозяйства, агроном и писатель.
Основатель и многолетний секретарь Императорского московского общества сельского хозяйства (МОСХ), ставшего вторым в Российской империи после Санкт-Петербурга по времени создания и первым, созданным в Москве. Почётный член Императорского Московского университета с 1855 года. Действительный член Общества любителей российской словесности при Московском университете.

## Биография
Родился 20 (31) декабря 1793 года в бедной семье церковнослужителя московской церкви. В 1806—1809 годах учился в Славяно-греко-латинской академии, окончив философский класс которой стал слушателем Московского университета; в 1811 году зачислен в студенты отделения нравственных и политических наук. В 1812 году он прервал учёбу в связи с Отечественной войной 1812 года и выехал в Ярославскую губернию, но боязнь за судьбу родителей заставила его тайно вернуться в Москву. В мае 1813 года, ещё до возобновления лекций в университете, он был утверждён в степени кандидата.
В службу вступил 17 декабря 1817 года. В 1820 году был утверждён в Московском университете доктором этико-политических наук и поступил на службу в должности секретаря Г. И. Фишер фон Вальдгейма, который в то время стал директором Московского общества сельского хозяйства (МОСХ). Стал основателем и редактором «Земледельческого журнала» при МОСХ, в котором размещал множество материалов, имевших важное значение для отечественного сельского хозяйства и распространения сельскохозяйственных знаний. Совершил ряд заграничных поездок с целью изучения европейского передового сельскохозяйственного опыта (Италия, Германия, Англия).
По докладам Маслова МОСХ учреждало для различных сельскохозяйственных отраслей особые комитеты при непременном участии в них Маслова в различных должностях — от секретаря до директора и президента.
Русское производство сахара из свеклы многим обязано С. А. Маслову своим быстрым развитием: им был создан при Московском обществе сельского хозяйства комитет сахароваров, в котором он занимал посты председателя, секретаря и редактора, издававшихся комитетом записок. Он возглавлял московский комитет шелководства. Некоторые комитеты преобразовались в самостоятельные общества: «Общество акклиматизации животных и растений», «Общество любителей естествознания» и другие.

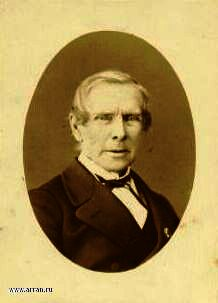
Портрет С. А. Маслова

Был учредителем комитета «Распространения всенародной грамотности на религиозно-нравственных началах» при МОСХ.
С. Маслов перевел на русский язык известное сочинение Теэра «Основания рационального сельского хозяйства» (СПб., 1830—1835), за что был удостоен большой золотой медали Вольного экономического общества. Перевел и опубликовал в своем журнале также Фишера — «О плодопеременном хозяйстве», Жатома и Перольша — «О шерсти и овцах», Коппе — «О разведении и содержании мериносов», Векерлина — «Об английском хозяйстве» и многие другие.
С 24 марта 1844 года — действительный статский советник. В своё время отказался занять кафедру политической экономии Московского университета и от высокого административного поста, предложенного ему министром государственного имущества графом Киселёвым, и предпочёл остаться секретарём МОСХ, которое оставил в 1859 году; должности в различных комитетах остались за ним. С 1859 года он состоял причисленным к министерству государственных имуществ, но никакой службы в нём не нёс. Однако был произведён в тайные советники и был жалован орденами.
Состоял членом всех земледельческих и экономических обществ в России и многих в Европе; вёл с ними переписку. С 1855 года Был почётным членом Московского университета. Был награждён большой золотой медалью Вольного экономического общества.
На скопленные деньги С. Маслов приобрел себе небольшую деревню, однако примириться с крепостным правом не мог, и потому деревня скоро им была продана, а вырученная сумма положена в банк и распределена между тремя заведениями — Московским университетом, Земледельческой школой и Московской духовной семинарией.
Вольное экономическое общество поставило в одном из залов своего помещения портрет С. А. Маслова.
С 1818 года — масон.
Умер в Москве 20 апреля (2 мая) 1879 года «в 4 часа по полудни». Похоронен 23 апреля в Троице-Сергиевой Лавре (памятник на могиле рядом с Духовской церковью сохранился); «сошёл в могилу тихо и спокойно не от болезни, а от истощения сил».

## Награды
- Орден Святого Станислава 3-й степени (1834)
- орден Святой Анны 2-й степени с императорской короной (1836)
- Орден Святого Владимира 3-й степени (1839)
- Знак отличия за XXV лет беспорочной службы (1843)
- Орден Святого Станислава 1-й степени
- орден Святой Анны 1-й степени
- Орден Святого Владимира 2-й степени
- орден Белого орла (1870)

## Избранные публикации
Публиковался под псевдонимами: М—в, С.; М—ов, К. С.; Москвитянин 12—го года; С. М.
- О всенародном распространении грамотности в России на религиозно-нравственном основании (2-е изд. — 1849; 1-е изд. — 1845)
- Историческое обозрение действий и трудов Императорского Московского общества сельского хозяйства со времени его основания до 1846 года. (2-е изд. — 1850; 1-е изд. — 1846)
- Об учреждении Комитета шелководства при Московском обществе сельского хозяйства (1847)
- Об открытии Лебедянского общества сельского хозяйства (1847)
- О поездке в Италию (1851)
- О поездке по Германии в 1851 году (1851)
- О поездке по Англии в 1851 году (1851)
- Обозрение шелководства в южных губерниях (1853)
- Путевые заметки при поездке в Ростов, Ярославль, Кострому и Юрьев Польский (1854)
- О свеклосахарной промышленности в России (Речь, произнесенная в собрании Моск. общества сельского хозяйства 20.02.1854
- Воспоминание в 1865 г. Бородинской битвы и о Бородинском памятнике в Москве (1865)